# کریستن مان
کریستن مان (انگلیسی: Kristen Mann؛ زادهٔ ۱۰ اوت ۱۹۸۳) بازیکن بسکتبال اهل ایالات متحده آمریکا است.
از باشگاه‌هایی که او در آن بازی کرده‌، می‌توان به آتلانتا دریم اشاره کرد.